# Isola Budelli

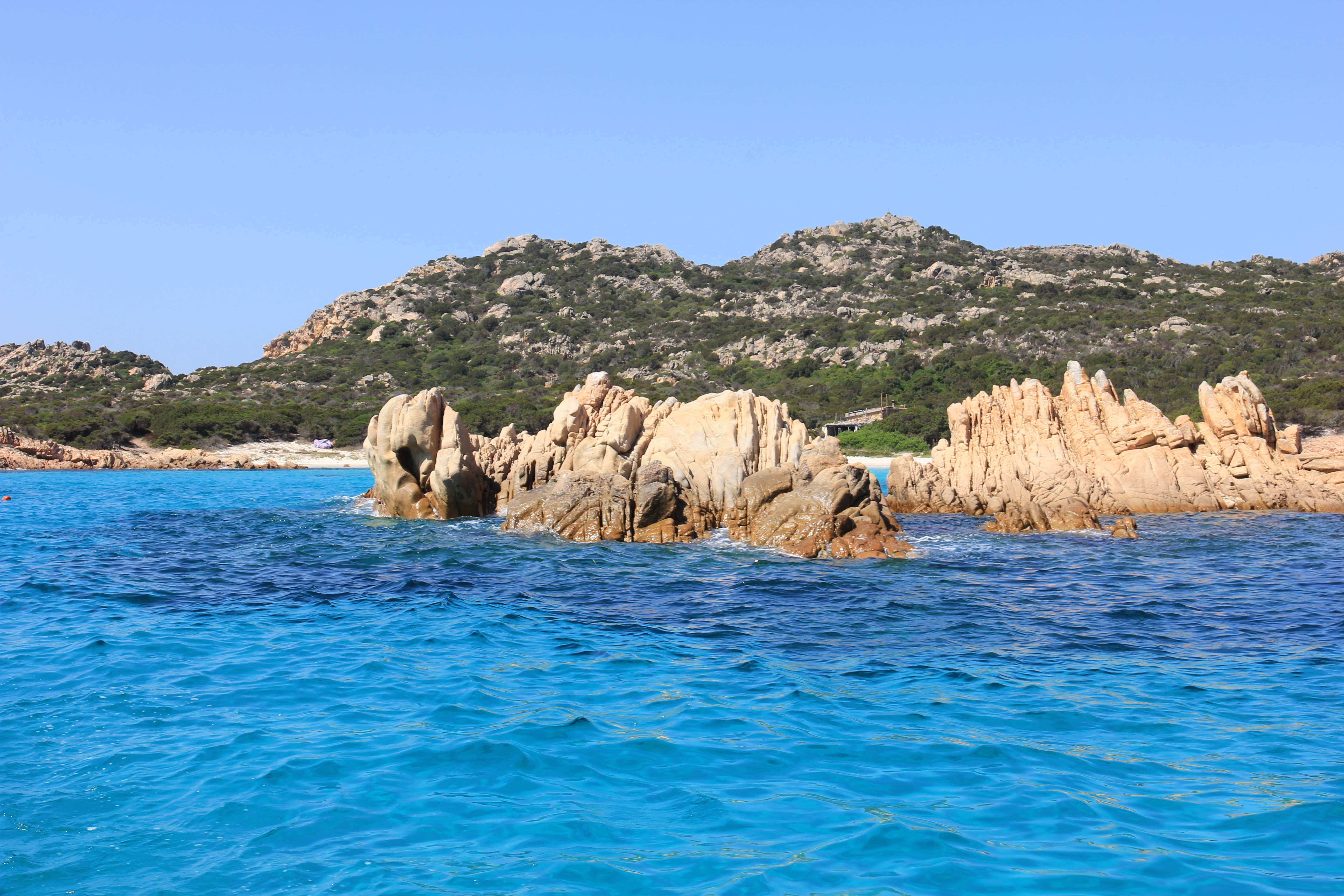
Scogli di fronte alla spiaggia rosa

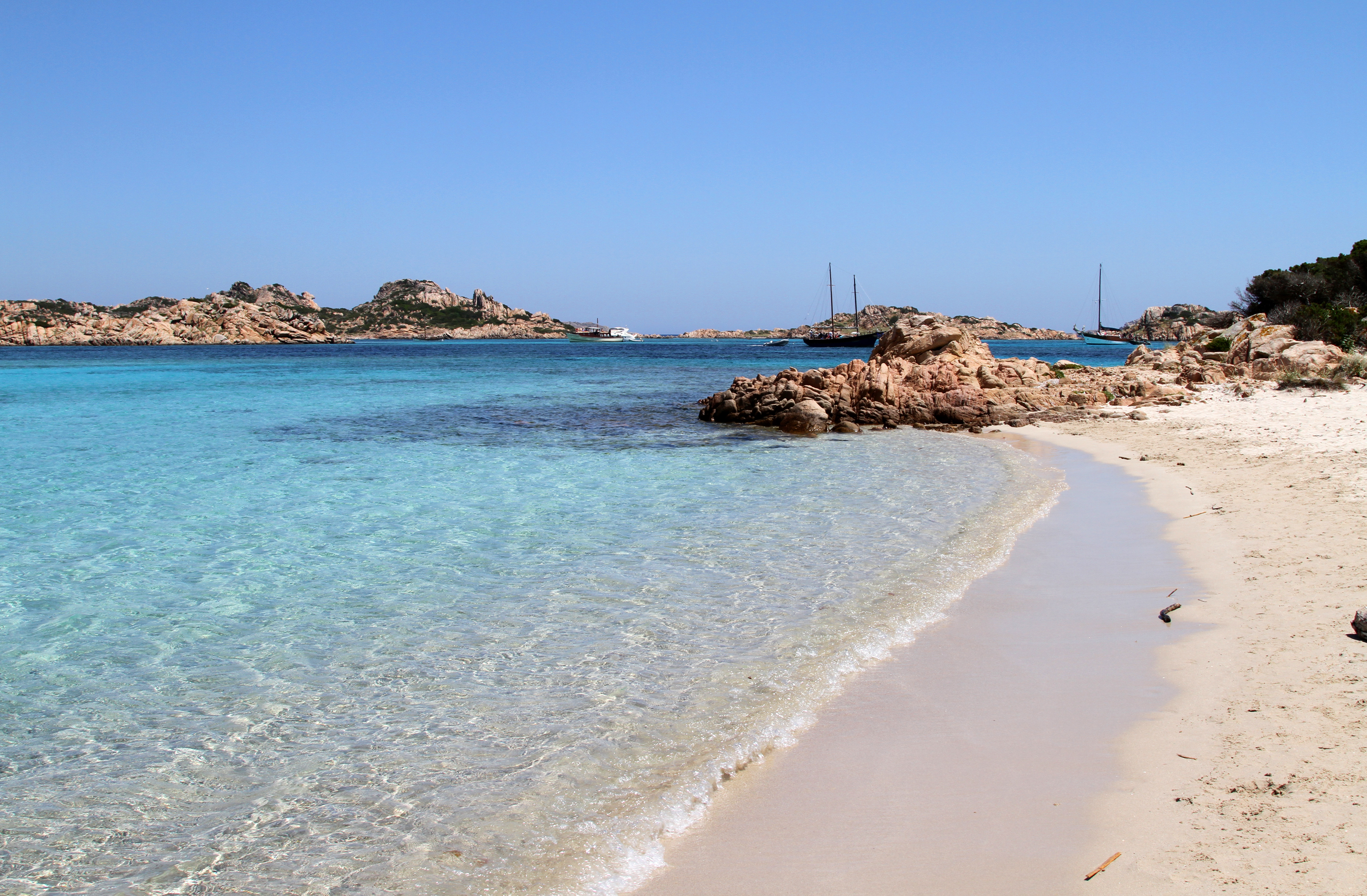
Spiaggia del Cavaliere

Budelli è un'isola appartenente all'arcipelago di La Maddalena, situata all'estremo nord della Sardegna presso le Bocche di Bonifacio. Fa parte, assieme alle altre isole, del Parco nazionale dell'Arcipelago di La Maddalena.
L'isola, di proprietà privata da epoca precedente all'istituzione del parco nazionale fino al marzo del 2016, quando è stata assegnata al Parco Nazionale, è stata abitata fino al 2021 da una sola persona, il modenese Mauro Morandi (1939–2025).

## Geografia fisica
L'isola si trova poche centinaia di metri a sud delle isole di Razzoli e Santa Maria, separata dal passo Chiecca di Morto. Ha una superficie di 1,6 chilometri quadrati e uno sviluppo costiero di 12,3 chilometri.
Il monte Budello rappresenta il punto più alto dell'isola, raggiungendo la quota di 88 metri.

## Storia
Le isole dell'arcipelago, conosciute già dai Romani col nome di insulae Cuniculariae, erano probabilmente abitate in epoca preistorica, visto che si trovano sulla rotta dell'ossidiana tra Sardegna, Corsica e Toscana. Nei fondali circostanti furono rinvenute alcune parti di una kylix attica a figure rosse, con foglie e tralci di vite, risalente al V secolo a.C. Nel 1964 sulla spiaggia rosa furono girate alcune sequenze del film Deserto rosso, di Michelangelo Antonioni.
Negli anni '80 la compagnia Nuova Gallura Srl (formata da un gruppo di imprenditori svizzeri) acquistò l'isola dal precedente proprietario, Piero Tizzoni, imprenditore milanese.
Dal 1989 il modenese Mauro Morandi diventa unico abitante e guardiano dell'isola.
Nel 2005, in seguito agli stravolgimenti interni alla compagnia Nuova Gallura Srl, Budelli venne messa all'asta. Nessuna offerta concreta venne ufficializzata, e lo Stato Italiano annunciò di volere esercitare il diritto di prelazione—quello che, di fronte al pareggio di un'eventuale offerta 'privata', o della base d'asta, avrebbe permesso al patrimonio naturalistico di ritornare nel demanio pubblico.
Nel 2013 un emendamento della commissione bilancio del Senato della Repubblica, politicamente condiviso, permise lo stanziamento di circa 3 milioni di euro da parte dello stato italiano per l'acquisto dell'isola nel 2014.
Il Consiglio di Stato, con la sentenza della Sezione sesta del 13 aprile 2015, n. 1854, ha annullato il diritto di prelazione dell'Ente Parco dell'Arcipelago di La Maddalena sull'acquisto dell'isola di Budelli (operazione effettuata dal cittadino neozelandese Michael Harte a seguito di un'asta giudiziale) per la mancanza di un piano di tutela per il parco (requisito necessario per la validità della prelazione).
A seguito della sentenza, non senza polemiche, il giudice per le esecuzioni fallimentari ha revocato d'ufficio la custodia del bene in favore del Parco e ha concesso a Harte un termine di 60 giorni per il deposito dell'importo dovuto per l'acquisto, pari a due milioni e 954.000 euro.
Infine, il 17 maggio 2016, il giudice fallimentare del tribunale di Tempio, respingendo in via definitiva le istanze di Michael Harte, ha stabilito il passaggio di proprietà al Parco nazionale dell'Arcipelago di La Maddalena.
Il 26 aprile 2021, Mauro Morandi, l'unico abitante dell'isola, annuncia di volerla abbandonare, rendendola disabitata.

## Monumenti e luoghi d'interesse

### Spiaggia rosa
Budelli è considerata una delle più belle isole del Mediterraneo, nonché simbolo del Parco nazionale; è conosciuta anche all'estero per via della sua famosa spiaggia rosa, sottoposta a un rigidissimo regime di tutela: situata a Cala di Roto, nella parte sud-orientale dell'isola, deve il suo colore tipico e il nome ai frammenti sminuzzati di un microrganismo chiamato Miniacina miniacea.